# Supermodel Slovenije
Supermodel Slovenije è un reality show sloveno, spin-off di Slovenski Top Model, andato in onda da ottobre 2010 sul canale POP TV  condotto da  Danaja Vegeli, la quale era anche giudice delle ragazze insieme a  Nika Urbas, Sašo Radovič e Matjaž Banič.
Le concorrenti erano 12, provenivano da tutta la Slovenia, avevano tra i 15 e i 21 anni; le loro altezze erano comprese tra i 169 e i 183 cm.
La vincitrice della prima stagione, Tadeja Ogrizek, ha vinto un contratto con Ford Models per 4 anni del valore di 250000 $ e l'opportunità di rappresentare la Slovenia al concorso Ford Models Supermodel of the World del 2009.
La vincitrice della seconda stagione, Anela Šabanagić, ha vinto un contratto con Next Model Management a Milano per 4 anni del valore di 250000 $.

## Edizioni
| Edizione | Data d'inizio    | Vincitrice      | Seconda classificata | Altre concorrenti | Numero di concorrenti | Destinazione internazionale |
| -------- | ---------------- | --------------- | -------------------- | --- | --------------------- | --------------------------- |
| 1        | 17 ottobre 2009  | Tadeja Ogrizek  |                      | Katarina, Katja, Lara, Larisa, Maida, Mateja, Tanja, Zlata, Zorica                                                                                       | 10                    | Nessuna                     |
| 2        | 6 settembre 2010 | Anela Šabanagić | Ajda Auer            | Neja Kaiser, Anja Klemenčič, Maja Triler, Naja Zupančič, Dijana Purić, Teja Tražišar, Nastja Bratovščak, Jasmina Karijašević, Barbara Vasle, Anja Brunec | 12                    | Nessuna                     |

## Concorrenti

### Prima stagione
| Concorrente    | Età | Residenza | Altezza | Posizione | Posizione |
| -------------- | --- | --------- | ------- | --------- | --------- |
| Katarina       |     |           |         |           |           |
| Katja          |     |           |         |           |           |
| Lara           |     |           |         |           |           |
| Larisa         |     |           |         |           |           |
| Maida          |     |           |         |           |           |
| Mateja         |     |           |         |           |           |
| Tanja          |     |           |         |           |           |
| Zlata          |     |           |         |           |           |
| Zorica         |     |           |         |           |           |
| Tadeja Ogrizek | 17  |           | 182 cm  |           |           |

### Seconda stagione
| Concorrente         | Età | Residenza              | Altezza | Posizione  | Posizione  |
| ------------------- | --- | ---------------------- | ------- | ---------- | ---------- |
| Neja Kaiser         | 16  | Dravograd              | 181 cm  | Episodio 2 | 12.        |
| Anja Klemenčič      | 20  | Novo Mesto             | 178 cm  | Episodio 2 | 11.        |
| Maja Triler         | 19  | Lubiana                | 171 cm  | Episodio 2 | 10.        |
| Naja Zupančič       | 21  | Celje                  | 183 cm  | Episodio 3 | 9.         |
| Dijana Purić        | 18  | Brezovica pri Lubljani | 176 cm  | Episodio 3 | 8.         |
| Teja Tražišar       | 18  | Preserje               | 169 cm  | Episodio 4 | 7.         |
| Nastja Bratovščak   | 18  | Maribor                | 174 cm  | Episodio 5 | 6.         |
| Jasmina Karijašević | 15  | Velenje                | 177 cm  | Episodio 5 | 5.         |
| Barbara Vasle       | 16  | Lubiana                | 176 cm  | Episodio 5 | 4.         |
| Anja Brunec         | 16  | Beltinci               | 173 cm  | Episodio 5 | 3.         |
| Ajda Auer           | 15  | Ljutomer               | 176 cm  | Episodio 5 | 2.         |
| Anela Šabanagić     | 19  | Velenje                | 177 cm  | Episodio 5 | Vincitrice |